# Jan-Michael Gambill
Jan-Michael Charles Gambill (* 3. Juni 1977 in Spokane, Washington) ist ein ehemaliger US-amerikanischer Tennisspieler.

## Leben und Karriere
Gambill erreichte mit Rang 14 am 18. Juni 2001 die höchste Platzierung in der Tenniseinzel-Weltrangliste. Er war für seine ungewöhnliche beidhändige Vorhand bekannt. Der US-Amerikaner wurde von seinem Vater Chuck Gambill trainiert, der auch Jan-Michaels jüngeren Bruder Torrey betreut.
Er konnte drei Einzel- und fünf Doppeltitel auf der ATP Tour gewinnen, bevor er im September 2010 sein letztes professionelles Tennismatch bestritt. Sein langjähriger Lebensgefährte ist der Designer Malek Alqadi.

## Erfolge
| Legende                       |
| Grand Slam                    |
| Tennis Masters Cup            |
| ATP Masters Series (1)        |
| ATP International Series Gold |
| ATP International Series (7)  |

| Titel nach Belag |
| Hartplatz (7)    |
| Sand (1)         |
| Rasen (0)        |
| Teppich (0)      |

### Einzel

#### Turniersiege
| Nr. | Datum         | Turnier          | Belag     | Finalgegner    | Ergebnis       |
| --- | ------------- | ---------------- | --------- | -------------- | -------------- |
| 1.  | 14. März 1999 | Scottsdale       | Hartplatz | Lleyton Hewitt | 7:62, 4:6, 6:4 |
| 2.  | 11. März 2001 | Delray Beach (1) | Hartplatz | Xavier Malisse | 7:5, 6:4       |
| 3.  | 9. März 2003  | Delray Beach (2) | Hartplatz | Mardy Fish     | 6:0, 7:65      |

#### Finalteilnahmen
| Nr. | Datum          | Turnier     | Belag     | Finalgegner   | Ergebnis         |
| --- | -------------- | ----------- | --------- | ------------- | ---------------- |
| 1.  | 30. Juli 2000  | Los Angeles | Hartplatz | Michael Chang | 7:62, 3:6, Aufg. |
| 2.  | 1. April 2001  | Miami       | Hartplatz | Andre Agassi  | 6:74, 1:6, 0:6   |
| 3.  | 28. Juli 2002  | Los Angeles | Hartplatz | Andre Agassi  | 2:6, 4:6         |
| 4.  | 5. Januar 2003 | Doha        | Hartplatz | Stefan Koubek | 4:6, 4:6         |

### Doppel

#### Turniersiege
| Nr. | Datum              | Turnier      | Belag     | Partner         | Finalgegner                    | Ergebnis        |
| --- | ------------------ | ------------ | --------- | --------------- | ------------------------------ | --------------- |
| 1.  | 13. Februar 2000   | San José     | Hartplatz | Scott Humphries | Lucas Arnold Ker Eric Taino    | 6:1, 6:4        |
| 2.  | 11. März 2001      | Delray Beach | Hartplatz | Andy Roddick    | Thomas Shimada Myles Wakefield | 6:3, 6:4        |
| 3.  | 19. Mai 2002       | Hamburg      | Sand      | Mahesh Bhupathi | Jonas Björkman Todd Woodbridge | 6:2, 6:4        |
| 4.  | 29. September 2002 | Hongkong     | Hartplatz | Graydon Oliver  | Wayne Arthurs Andrew Kratzmann | 6:72, 6:4, 7:64 |
| 5.  | 2. August 2003     | Los Angeles  | Hartplatz | Travis Parrott  | Joshua Eagle Sjeng Schalken    | 6:3, 3:6, 7:5   |

#### Finalteilnahmen
| Nr. | Datum             | Turnier     | Belag         | Partner         | Finalgegner                       | Ergebnis         |
| --- | ----------------- | ----------- | ------------- | --------------- | --------------------------------- | ---------------- |
| 1.  | 28. März 1999     | Miami       | Hartplatz     | Boris Becker    | Wayne Black Sandon Stolle         | 1:6, 1:6         |
| 2.  | 29. August 1999   | Long Island | Hartplatz     | Scott Humphries | Olivier Delaître Fabrice Santoro  | 5:7, 4:6         |
| 3.  | 14. November 1999 | Stockholm   | Hartplatz (i) | Scott Humphries | Piet Norval Kevin Ullyett         | 5:7, 3:6         |
| 4.  | 27. Februar 2000  | London      | Hartplatz (i) | Scott Humphries | David Adams John-Laffnie de Jager | 3:6, 7:67, 6:711 |
| 5.  | 30. Juli 2000     | Los Angeles | Hartplatz     | Scott Humphries | Paul Kilderry Sandon Stolle       | W/O              |
| 6.  | 27. August 2000   | Long Island | Hartplatz     | Scott Humphries | Jonathan Stark Kevin Ullyett      | 4:6, 4:6         |
| 7.  | 4. März 2001      | San José    | Hartplatz (i) | Jonathan Stark  | Mark Knowles Bran MacPhie         | 3:6, 6:74        |
| 8.  | 29. Juli 2001     | Los Angeles | Hartplatz     | Andy Roddick    | Bob Bryan Mike Bryan              | 5:7, 6:76        |
| 9.  | 28. April 2002    | Houston     | Sand          | Graydon Oliver  | Mardy Fish Andy Roddick           | 4:6, 4:6         |
| 10. | 6. Oktober 2002   | Tokio       | Hartplatz     | Graydon Oliver  | Jeff Coetzee Chris Haggard        | 6:74, 4:6        |
| 11. | 27. April 2003    | Houston     | Sand          | Graydon Oliver  | Mark Knowles Daniel Nestor        | 4:6, 3:6         |